# Nelson Pinedo
Napoleón Nelson Pinedo Fedullo (* 10. Februar 1928 in Barranquilla; † 27. Oktober 2016 in Valencia), bekannt als El Almirante del Ritmo und El pollo barranquillero, war ein kolumbianischer Sänger.
Pinedo arbeitete zunächst als Werbe- und Nachrichtensprecher beim Radiosender Voz de la Patria.  Er tourte mit den Orchestern von Julio Lastra und den Hermanos Rodríguez und nahm mit letzterem in Maracaibo den Bolero Mucho, mucho, mucho auf. Nach der Rückkehr nach Barranquilla schloss er sich dem Orchester von Antonio Maria Peñaloza an. Mit diesem wurde er im Club La Casbah in Bogotá engagiert. In dieser Zeit arbeitete er auch mit dem Orchester Don Américo y sus Caribes (mit dem Pianisten Alex Tovar) zusammen.
1953 reiste Pinedo über Venezuela, wo er Chucho Sanoja traf, nach Kuba. Dort sollte er für zwei Wochen Daniel Santos beim Orchester Sonora Matancera ersetzen; es wurde eine fünfjährige Zusammenarbeit daraus. Neben der Sonora Matancera nahm er mit Orchestern wie dem von Tito Rodríguez und Rafael Cortijos auf. Berühmt wurde seine Interpretation von José María Peñarandas Song Me voy pa’La Habana.